# Giovanni Cazzani
Giovanni Cazzani (Samperone, 4 marzo 1867 – Cremona, 26 agosto 1952) è stato un arcivescovo cattolico italiano. Fu vescovo di Cremona e fu insignito del titolo personale di arcivescovo.

## Biografia

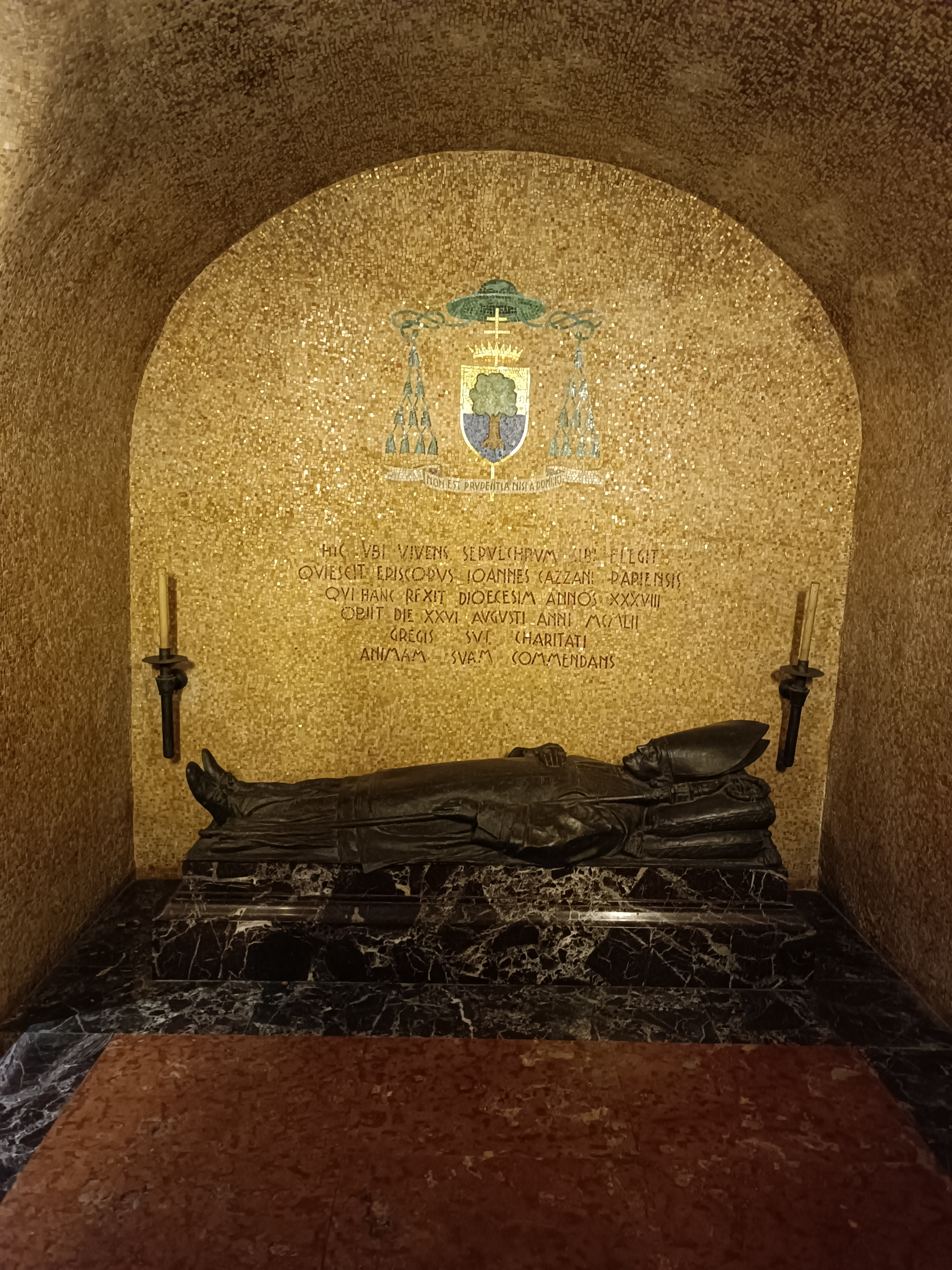
Tomba dell'arcivescovo Cazzani nella cripta del duomo di Cremona

Venne ordinato sacerdote il 1º novembre 1889.
Il 5 agosto 1904 il papa lo nominò vescovo di Cesena, ricevette l'ordinazione episcopale il 28 agosto.
Fu trasferito alla sede di Cremona il 19 dicembre 1914.
Nel biennio 1918-19 fu protagonista nella delicata vicenda che conseguì nella scomunica del presbitero cremonese Annibale Carletti; da lui stesso accusato di modernismo e apostasia.

Nel 1939 una sua omelia fu enfatizzata dalla propaganda fascista allo scopo di giustificare le leggi razziali.
Negli anni quaranta fu protagonista di un'accesa polemica con Tullio Calcagno, collaboratore del quotidiano fascista cremonese Il Regime fascista: monsignor Cazzani invitò i fedeli a diffidare di quel sacerdote così fazioso e decise in seguito di sospenderlo a divinis.
Il 25 maggio 1944 il papa Pio XII gli conferì il titolo personale di arcivescovo. Si spense il 26 agosto 1952. Riposa nella cripta della cattedrale di Cremona.

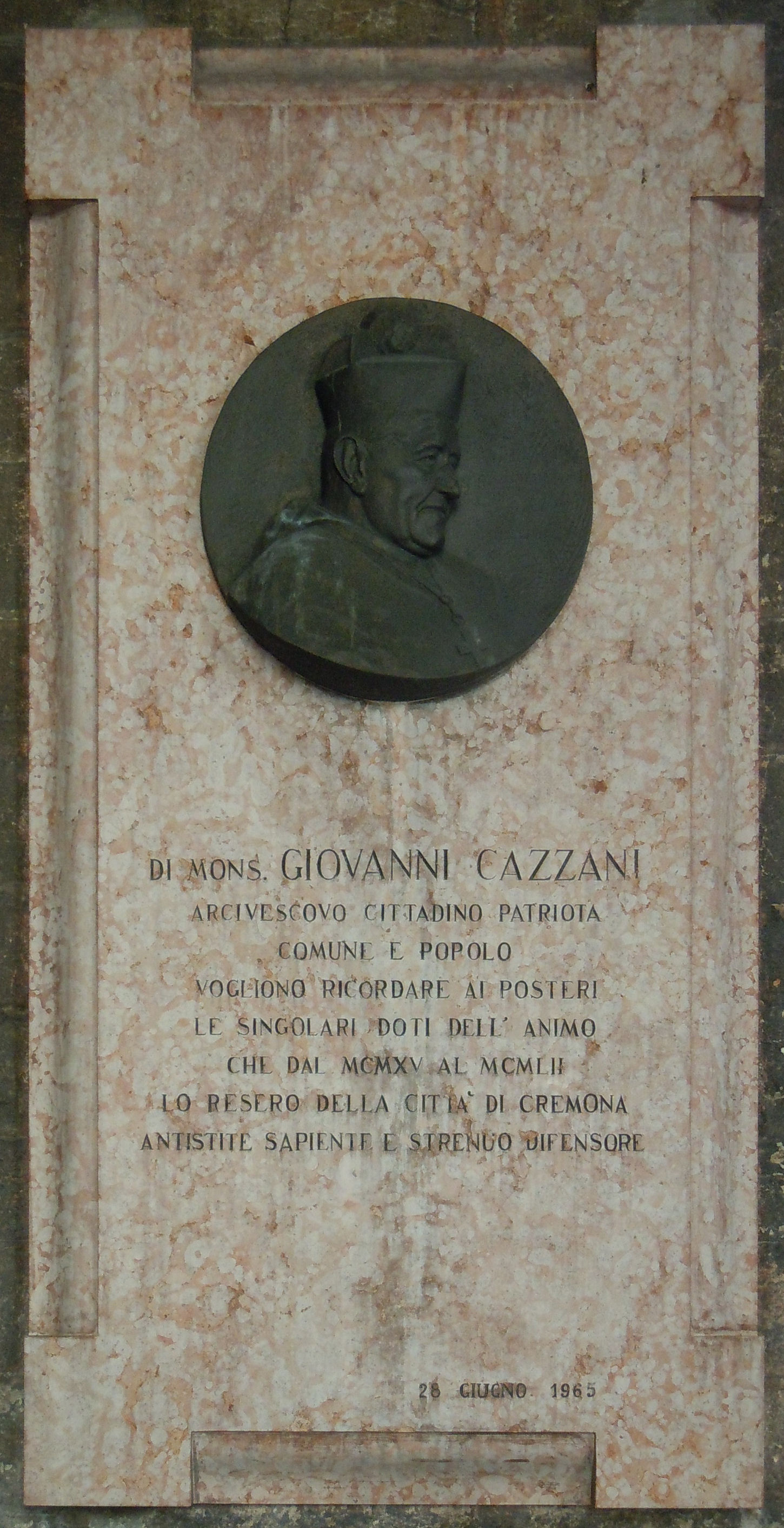
Cremona, lapide a Giovanni Cazzani

## Genealogia episcopale e successione apostolica
La genealogia episcopale è:
- Cardinale Scipione Rebiba
- Cardinale Giulio Antonio Santori
- Cardinale Girolamo Bernerio, O.P.
- Arcivescovo Galeazzo Sanvitale
- Cardinale Ludovico Ludovisi
- Cardinale Luigi Caetani
- Cardinale Ulderico Carpegna
- Cardinale Paluzzo Paluzzi Altieri degli Albertoni
- Papa Benedetto XIII
- Papa Benedetto XIV
- Papa Clemente XIII
- Cardinale Marcantonio Colonna
- Cardinale Giacinto Sigismondo Gerdil, B.
- Cardinale Giulio Maria della Somaglia
- Cardinale Carlo Odescalchi, S.I.
- Cardinale Costantino Patrizi Naro
- Cardinale Lucido Maria Parocchi
- Cardinale Agostino Gaetano Riboldi
- Vescovo Francesco Ciceri
- Arcivescovo Giovanni Cazzani

La successione apostolica è:
- Vescovo Tranquillo Guarneri (1916)
- Arcivescovo Ambrogio Squintani (1936)
- Vescovo Paolo Rota (1947)
- Vescovo Giuseppe Piazzi (1950)
- Arcivescovo Natale Mosconi (1951)